# Herbert Schmülling
Herbert Schmülling (* 23. September 1937 in Gelsenkirchen; † 9. Dezember 2014 in Bonn) war ein deutscher politischer Beamter (FDP).

## Leben
Nach dem Abitur in Bonn studierte Schmülling seit 1957 Rechtswissenschaften an den Universitäten Bonn, Köln, Berlin und Hamburg. 1967 legte er in Berlin das große juristische Staatsexamen ab.
Durch den Kontakt mit dem damaligen FDP-Bundestagsabgeordneten Karl Moersch wurde Schmülling 1967 Assistent in der FDP-Bundestagsfraktion und arbeitete im parlamentarischen Untersuchungsausschuss, der die Umstände bei der Beschaffung des Schützenpanzers HS 30 für die Bundeswehr klären sollte. Er war außerdem mit der Vorbereitung des Bundestagswahlkampfes 1969 befasst. Seit dieser Zeit war er eng mit Hans-Dietrich Genscher befreundet und wurde noch im gleichen Jahr Pressereferent im Bundesinnenministerium. 1974 wurde er Leiter des Ministerbüros unter Werner Maihofer. Er war von 1981 bis 1985 verantwortlicher Redakteur der freien demokratischen korrespondenz (fdk).
Von 1990 bis 1994 arbeitete Schmülling als beamteter Staatssekretär im Bundesbauministerium und von 1995 bis 1998 war er stellvertretender Regierungssprecher in der Regierung von Helmut Kohl.